# Enrique Guillermo Howard
Enrique Guillermo Howard fue un marino argentino que luchó en la Guerra de la Triple Alianza y en las guerras civiles argentinas y desempeñó una larga y destacada labor en la armada de su nación.

## Biografía
Enrique Guillermo Howard nació en Luján, provincia de Buenos Aires, el 22 de febrero de 1852, hijo de Juan Enrique Howard y Ana María O'Sullivan, ambos británicos.
Ingresó en la Armada Argentina en 1866 como guardiamarina y sirvió en el vapor Gualeguay durante la guerra del Paraguay, inicialmente al mando de Ceferino Ramírez, como lazareto durante la epidemia de fiebre amarilla en Buenos Aires y en la represión de la rebelión jordanista bajo el mando del capitán Lázaro Iturrieta.
En 1873 con el grado de sargento mayor graduado estuvo al mando del vapor Coronel Espora. Al estallar la nueva rebelión jordanista pasó a operar en el río Uruguay y el 11 de octubre de 1873 protagonizó el Combate de Calera de Barquín, en el actual parque nacional El Palmar, Entre Ríos, donde destruyó una batería costera de dos piezas ligeras comandada por el marino Juan Cabassa.
En 1874 pasó a revistar a bordo del vapor Pampa. Tras sufrir prisión sospechado de adherir a la revolución de septiembre de ese año, fue puesto en libertad el 24 de julio de 1875 y reintegrado al servicio activo en el Pampa, ahora denominado Coronel Paz, donde continuó hasta el 14 de agosto, pasando a servir en el vapor Campana, con el cual navegó hasta el Cabo de Buena Esperanza y recorrió las costas del Brasil.
El 22 de octubre de 1878 Howard embarcó en el monitor Los Andes como secretario del coronel de marina Luis Py, jefe de la división naval enviada a la provincia de Santa Cruz para asegurar la soberanía argentina, la llamada Expedición Py. 
El 24 de mayo de 1879 fue promovido al grado de sargento mayor efectivo e intervino en la campaña del río Negro como segundo jefe de la escuadrilla y comandante del vapor Triunfo pero tras llegar hasta Choele Choel sufrió averías y debió regresar a Carmen de Patagones.
En 1880 estuvo al mando de la goleta Cabo de Hornos y siguiendo órdenes del Ministro del Interior brindo auxilio a la Comisión Exploradora de las Costas Australes.
El 7 de febrero de 1881 asumió el mando de la bombardera Bermejo, una de las naves de la denominada Escuadra de Sarmiento.
El 25 de ese mes y año fue nombrado presidente de la Comisión de Faros y Balizas y como tal, siempre al mando de la Bermejo, efectuó estudios hidrográficos en el puerto de Bahía Blanca, balizando sus canales con boyas y colocando un faro en el bergantín Manuelita, primer faro flotante del país.
El Manuelita, buque de 400 toneladas de porte, 38 m de eslora, 10 m de manga, 6,40 m de puntal y 3,80 m de calado medio, había sido adquirido a Luis Negrotto el 6 de febrero de 1880 en 7500 pesos fuertes y pintado el casco de rojo y equipado con su farol de posición de la Bermejo fue remolcado y fondeado en la cabecera del Banco del Norte, a 11 millas de Monte Hermoso y 7 millas de la costa, mientras que en tierra se instalaba una señal para que en concurso con el pontón indicara la enfilación del canal medio. 
La nave quedó al mando del contramaestre Constantino Panay, con una tripulación de cinco hombres. El 6 de octubre de 1881 empezó a operar, y Howard informó al gobierno "que fuera de toda duda la entrada de Bahía Blanca dejaría de ser, como es hoy, el terror del navegante, para convertirse en uno de los puertos de más fácil acceso para toda clase de embarcaciones cualquiera fuera su calado." Un decreto del presidente Julio Argentino Roca del 11 de octubre manifestó su complacencia por la instalación del "primer faro argentino en la costa atlántica", pero el 13 de octubre se desató un violento temporal que el 17 de octubre lo hizo naufragar, muriendo dos marineros.
Con los restos del bergantín naufragado, Howard hizo levantar un faro en la costa, sobre las barrancas de Monte Hermoso, que operado por cuatro hombres de la dotación de la Bermejo, fue inaugurado el 22 de noviembre de 1881, convirtiéndose en el primer faro terrestre del litoral atlántico argentino. 
El ministro de Guerra Benjamín Victorica en su Memoria elevada al Congreso resumiría la misión afirmando que "En esta expedición de diez meses se han levantado los planos de la barra y puerto de Bahía Blanca. Se ha balizado el puerto dejándolo completamente accesible a buques de 30 pies de calado, en marea baja. Un faro queda establecido sobre la cima de Monte Hermoso, que a pesar de presentar un carácter provisorio, indica al navegante su aproximación a la distancia de 12 millas."
En noviembre de 1881 salvó a los náufragos de la barca inglesa Clyde Bahn. 
Realizó también trabajos hidrográficos en el Río Negro (Argentina). El 15 de septiembre de 1883 fue puesto al mando de la Cabo de Hornos y director de la escuela de marina que funcionaba a bordo.
El 12 de enero de 1884 fue ascendido a coronel y el 9 de febrero de 1885 fue nombrado comandante del nuevo buque escuela, la fragata de propulsión mixta La Argentina, con el cual zarpó el 22 de julio transportando a los cadetes de la Escuela Naval en su viaje de instrucción.
En 1886 participó con la escuadra de las maniobras practicadas en el Río de la Plata y entre el 19 de enero y el 2 de abril de 1887 efectuó un segundo viaje de estudios al sur de la Patagonia argentina.
El 3 de junio, con rango de capitán de fragata, zarpó a Europa y tras una travesía a vela efectuó reparaciones en los astilleros ingleses de Laird Bros (Cammel Laird) en Birkenhead, regresando a Buenos Aires el 30 de septiembre de 1888.
Ascendido a capitán de navío, en 1890 pasó a integrar la Junta Superior de Marina. Asistió a los combates en Plaza Libertad durante la Revolución del Parque y fue propuesto para ascender al grado de comodoro sobre el campo de batalla, rechazando el nombramiento porque de aceptar, su amigo y antiguo comandante Ceferino Ramírez, de mayor antigüedad en el servicio, quedaría postergado. Dos años después, mientras se desempeñaba como miembro de la Comisión Naval en Europa, fue finalmente promovido.
Representó a la Argentina en los festejos realizados en Estados Unidos con motivo de la celebración del cuarto centenario del descubrimiento de América realizados el 27 de abril de 1893, viajando a bordo del crucero 9 de Julio.
Fue presidente del Centro Naval entre 1896 y 1898. 
A fines de 1900 el Consejo Supremo de Guerra y Marina lo comisionó para inspeccionar el penal de la Isla de los Estados. A su regreso en febrero de 1901 Howard recomendó la inmediata remoción del presidio de Puerto Cook debido a las terribles condiciones sufridas por los prisioneros en la isla, por lo que el presidio militar fue trasladado a  Ushuaia.
En 1904 fue promovido a contralmirante y en 1906 integró la comisión de repatriación de los restos del general Juan Gregorio de Las Heras.
En mayo de 1910 al festejarse el centenario de la Revolución de Mayo Howard izó su enseña en el crucero acorazado ARA San Martín y en el ejercicio de ese puesto fue ascendido a almirante.
En los últimos años de su carrera asesoró a la Armada en cuestiones relativas a las construcciones navales encaradas y participó de múltiples comisiones de su fuerza. Falleció en Buenos Aires el 8 de diciembre de 1913. Sus restos descansan en el Cementerio de La Recoleta.
Estaba casado con Inés Echagüe Gorsee, hija del coronel José María Echagüe Garmendia (1823-1884) y Emilia Gorsse Cherete. Fruto de este matrimonio nacieron sus hijos; Eduardo, Alberto, Horacio, Arturo, Carlos y Alfredo.
Durante su larga carrera, fue condecorado por la campaña del Paraguay y en 1910 obtuvo la condecoración del mérito del gobierno de Chile. Fue un destacado miembro de la francmasoneria y llegó a ser Gran Maestre del Rito Azul de la misma.